# Nuoto sincronizzato ai campionati europei di nuoto 2016 - Duo (programma tecnico)
La competizione di nuoto sincronizzato - Duo tecnico dei Campionati europei di nuoto 2016 si è svolta la mattina del 13 maggio 2016 presso il London Aquatics Centre di Londra. In totale 17 coppie di atlete si sono contese il podio.

## Medaglie
| Posizione | Atlete                             | Paese   |
| --------- | ---------------------------------- | ------- |
| Oro       | Natal'ja Iščenko Svetlana Romašina | Russia  |
| Argento   | Lolita Ananasova Anna Vološyna     | Ucraina |
| Bronzo    | Linda Cerruti Costanza Ferro       | Italia  |

## Risultati
| Pos. | Atlete                                  | Nazione       | Punti   |
| ---- | --------------------------------------- | ------------- | ------- |
|      | Natal'ja Iščenko Svetlana Romašina      | Russia        | 95.1900 |
|      | Lolita Ananasova Anna Vološyna          | Ucraina       | 91.7249 |
|      | Linda Cerruti Costanza Ferro            | Italia        | 88.3564 |
| 4    | Laura Augé Margaux Chretien             | Francia       | 85.4442 |
| 5    | Eirini Alexandri Anna Alexandri         | Austria       | 84.6775 |
| 6    | Sascia Kraus Sophie Giger               | Svizzera      | 81.6252 |
| 7    | Soňa Bernardová Alžběta Dufková         | Rep. Ceca     | 81.5843 |
| 8    | Iryna Limanouskaya Veronika Yesipovich  | Bielorussia   | 81.3949 |
| 9    | Olivia Allison-Federici Katie Clark     | Regno Unito   | 80.4751 |
| 10   | Anastasia Gloushkov Ievgeniia Tetelbaum | Israele       | 79.7444 |
| 11   | Defne Bakırcı Mısra Gündeş              | Turchia       | 75.7117 |
| 12   | Edith Zeppenfeld Wiebke Jeske           | Germania      | 75.3894 |
| 13   | Mia Šestan Rebecca Domika               | Croazia       | 74.8458 |
| 14   | Hristina Damyanova Zlatina Dimitrova    | Bulgaria      | 71.8648 |
| 15   | Lara Mechnig Marluce Schierscher        | Liechtenstein | 70.1499 |
| 16   | Barbara Costa Cheila Vieira             | Portogallo    | 68.3629 |
| 17   | Jana Pudar Snežana Majstorović          | Serbia        | 67.5677 |